# Pygostrangalia kurodai
Pygostrangalia kurodai är en skalbaggsart som beskrevs av Hayashi 1976. Pygostrangalia kurodai ingår i släktet Pygostrangalia och familjen långhorningar.
Artens utbredningsområde är Taiwan. Inga underarter finns listade i Catalogue of Life.